# Nova Minigramática da Língua Portuguesa
Nova Minigramática da Língua Portuguesa é uma gramática da língua portuguesa escrita pelo consagrado Domingos Paschoal Cegalla, distribuida pela Companhia Editora Nacional. Seus principais temas são: Fonética, Morfologia, Semântica e Estilística.